# Luovijärvi
Luovijärvi är en sjö i Kiruna kommun i Lappland och ingår i Torneälvens huvudavrinningsområde. Sjön har en area på 0,398 kvadratkilometer och ligger 360 meter över havet. Luovijärvi ligger i Torneträsk-Soppero fjällurskog Natura 2000-område.

## Delavrinningsområde
Luovijärvi ingår i det delavrinningsområde (754921-170974) som SMHI kallar för Ovan Sevujoki. Medelhöjden är 399 meter över havet och ytan är 35,54 kvadratkilometer. Räknas de 38 avrinningsområdena uppströms in blir den ackumulerade arean 742,19 kvadratkilometer. Vittangiälven som avvattnar avrinningsområdet har biflödesordning 2, vilket innebär att vattnet flödar genom totalt 2 vattendrag innan det når havet efter 368 kilometer. Avrinningsområdet består mestadels av skog (96 procent). Avrinningsområdet har 0,54 kvadratkilometer vattenytor vilket ger det en sjöprocent på 1,5 procent.